# Crataegus chrysocarpa
Crataegus chrysocarpa — вид квіткових рослин із родини трояндових (Rosaceae).

## Біоморфологічна характеристика

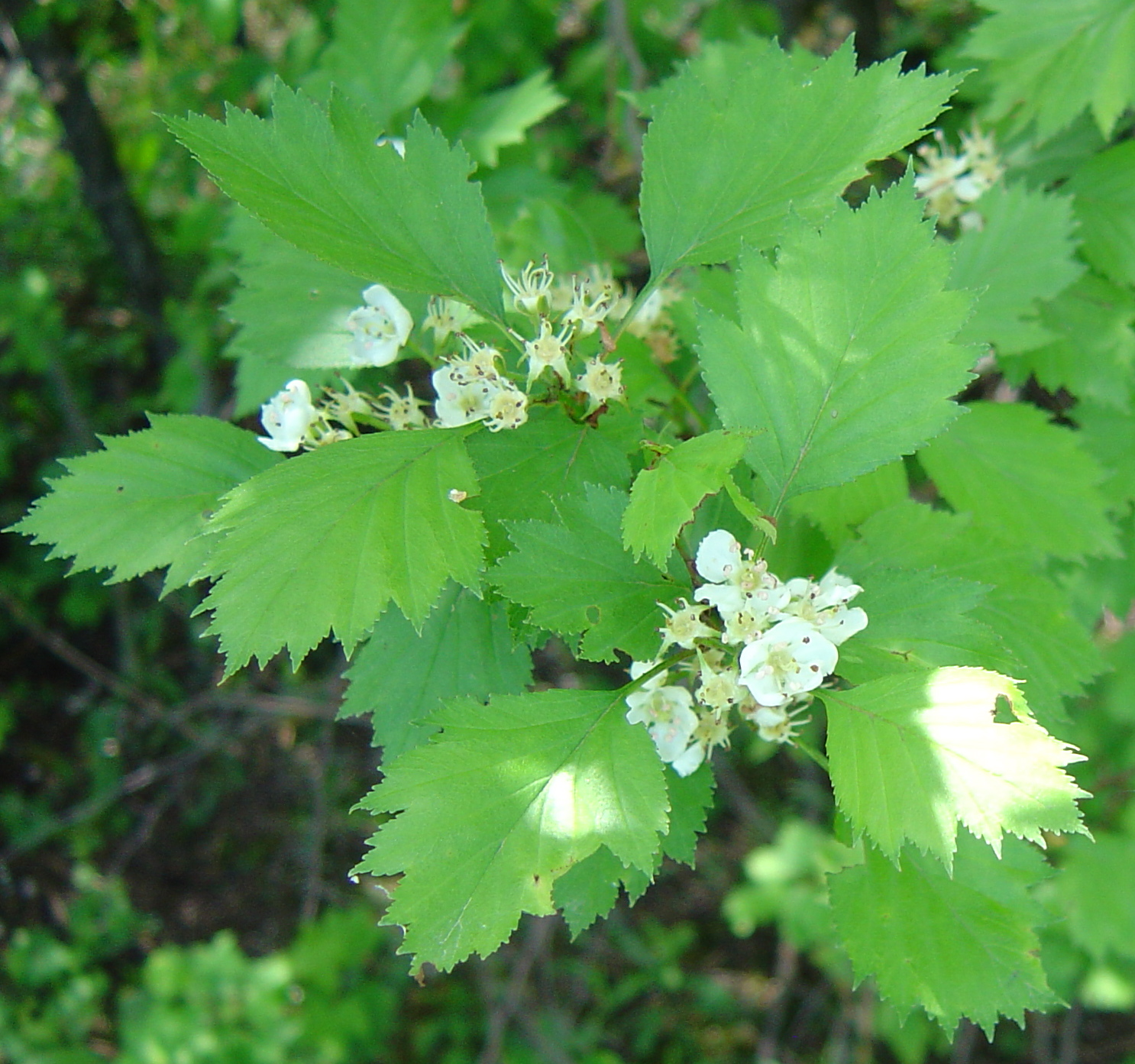
Квіти

Це кущ 2–3.5 метрів заввишки; іноді клональний. Нові пагони зазвичай притиснено-запушені; 1-річні — зазвичай тьмяні жовтувато-зеленувато-коричневі або сіро-коричневі до світло- або темно-коричневих; колючки на гілочках від прямих до злегка вигнутих, 3–6 см. Листки: ніжки листків 50% від довжини пластини, запушені, залозисті молодими; листові пластини від ± ромбічної до ромбо-яйцеподібної, ромбо-зворотно-яйцеподібної, або від яйцюватої до широко-еліптичної форми, 2–5(7.5) см, основа ± клиноподібна, іноді від округлої до широко-яйцеподібної, частки по 2–4(6) на кожній стороні, верхівки часток від гострих до субгострих, краї пилчасті. Суцвіття 5–10-квіткові. Квітки 15–20 мм у діаметрі; гіпантій зазвичай ворсинчастий, іноді голий, чашолистки трикутні, 4 мм; тичинок (5)10(або 20), пиляки кремові або кольору слонової кістки, іноді рожеві. Яблука від яскраво-червоних до насичено-червоних, 8–10(12) мм у діаметрі, зазвичай від субкулястих до широко еліпсоїдних або довгастих, запушені або голі. 2n = 68.

## Ареал
Зростає у північній частині США й південній частині Канади.